# 대한음악사
대한음악사는 대한민국의 클래식 악보 전문서점이다. 예전에는 명동점, 예술의전당점, 분당점, 총 3군데의 직영이 있어지만 현재는 예술의전당점만 운영하고 있다.
홈페이지를 통해 전국으로 택배가 가능하며 대한민국에서 가장 많은 클래식 악보를 보유하고 있다.

## 연혁
- 1962년 1월:설립
- 1994년 5월:외서 수입업 등록
- 2001년 2월:홈페이지 개설